# Vengeance: Night of Champions
Vengeance: Night of Champions was een professioneel worstel-pay-per-viewevenement dat geproduceerd werd door World Wrestling Entertainment (WWE). Dit evenement was de zevende editie van Vengeance/Night of Champions en vond plaats in de Toyota Center in Houston, Texas op 24 juni 2007. 
Het evenement vond plaats op de dag waarop Chris Benoit, die sinds 2000 actief was als worstelaar bij WWE, zijn vrouw en zoon vermoordde en daarna zichzelf verhing. Chris Benoit had moeten optreden tegen CM Punk voor het ECW World Heavyweight Championship. Tijdens de show ECW van WWE werd in de voorgaande weken een toernooi georganiseerd. Benoit bereikte de finale, net als CM Punk. De Canadees had echter omwille van familiale redenen afgezegd. Johnny Nitro nam zijn plaats in en veroverde de titel. Aanvankelijk had men Benoit geboekt als winnaar. Bovendien wist men toen nog niet wat er zich precies afspeelde. Een dag later was er een pijnlijk eerbetoon voor Benoit.  
De belangrijkste wedstrijd  (main event) van het evenement op zich was een Challenge match tussen de titelverdediger John Cena, Mick Foley, Bobby Lashley, Randy Orton en King Booker voor het WWE Championship. John Cena won de wedstrijd en verlengde zijn titel.

## Matchen
| Nr.                                                                          | Match | Winnaar(s)                                 |
| ---------------------------------------------------------------------------- | --- | ------------------------------------------ |
| -                                                                            | Super Crazy vs. Carlito in een een-op-eenmatch | Super Crazy                                |
| 1                                                                            | Lance Cade en Trevor Murdoch (c) vs. The Hardys in een tag team match voor het World Tag Team Championship                                           | Lance Cade en Trevor Murdoch (c)           |
| 2                                                                            | Chavo Guerrero (c) vs. Jimmy Wang Yang in een een-op-een mach voor het WWE Cruiserweight Championship                                                | Chavo Guerrero (c)                         |
| 3                                                                            | Johnny Nitro vs. CM Punk in een een-op-eenmatch voor het vacante ECW World Championship                                                              | Johnny Nitro (nc)                          |
| 4                                                                            | Santino Marella (c) vs. Umaga in een een-op-eenmatch voor het WWE Intercontinental Championship                                                      | Santino Marella (c), diskwalificatie Umaga |
| 5                                                                            | Montel Vontavious Porter (c) vs. Ric Flair in een een-op-eenmatch vor het WWE United States Championship                                             | Montel Vontavious Porter (c)               |
| 6                                                                            | Deuce 'n Domino (c) (met Cherry) vs. Sgt. Slaughter & Jimmy Snuka in een tag team match voor het WWE Tag Team Championship                           | Deuce 'n Domino (c)                        |
| 7                                                                            | Edge (c) vs. Batista in een Last Chance match voor het World Heavyweight Championship                                                                | Edge (c)                                   |
| 8                                                                            | Melina (c) vs. Candice Michelle in een een-op-eenmatch voor het WWE Women's Championship                                                             | Candice Michelle (nc)                      |
| 9                                                                            | John Cena (c) vs. Mick Foley vs. Bobby Lashley vs. Randy Orton vs. King Booker (met Queen Sharmell) in een Challenge match voor het WWE Championship | John Cena (c)                              |
| (c) huidige kampioen voor en na de match \| (nc) nieuwe kampioen na de match | |                                            |